# 萘咪酮
萘咪酮是一种咪唑类抗惊厥药，分子式C15H12N2O，带有一个萘基团，在寻找抗真菌药的研究中意外发现。